# Mun

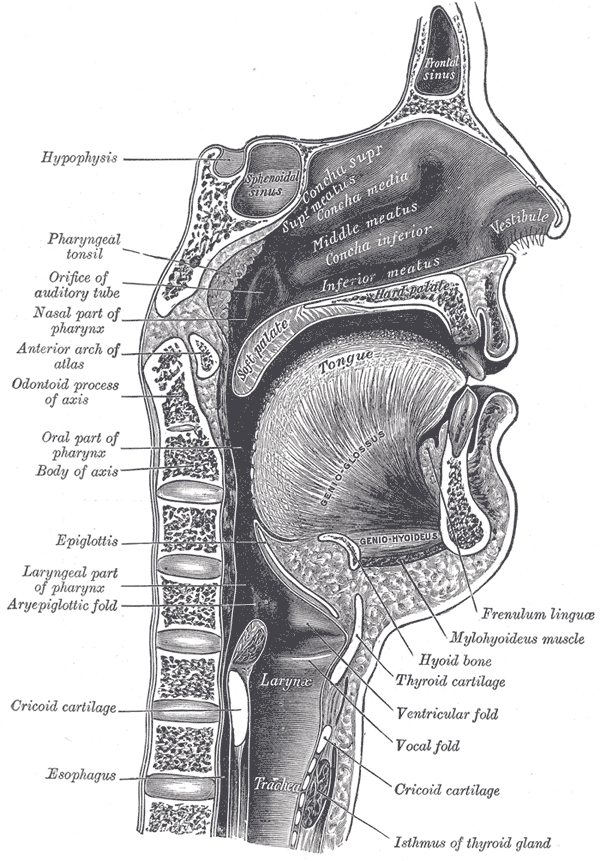
Människans mun

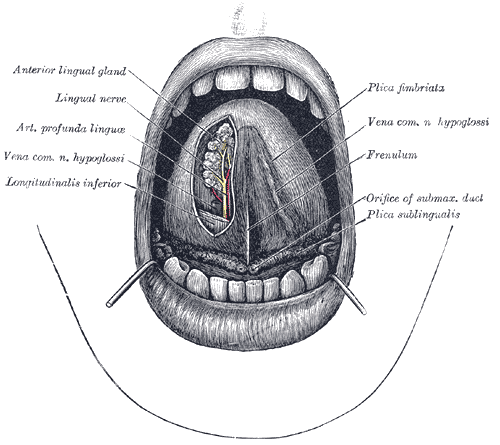
Människans mun, när den är öppen

Den här artikeln handlar om kroppsdelen mun, för kommunen i Frankrike, se Mun, Hautes-Pyrénées.
Mun, munhåla (Cavum oris), är den öppning genom vilken ett djur eller en människa intar föda. Munnen sitter vanligen i huvudet; det finns dock plattmaskar vars mun sitter mitt på kroppen. De flesta djur har en matspjälkningskanal med munnen i ena änden och analöppningen i den andra. Vissa primitiva djur har dock inget anus utan använder munnen även för att göra sig av med avfallsprodukter.
Munhålan är delvis ett andningsorgan. En del av inandningsluften passerar munhålan och luftpassagen är här snabbare än i näshålan. Detta får som konsekvens att luften inte blir lika väl förbehandlad (uppvärmd, fuktad och rensad från mikroorganismer) i munhålan som i näshålan, eftersom luftens kontakt med slemhinnan är sämre i munhålan. Andning genom munhålan ökar vid fysisk aktivitet, eftersom luftmotståndet är mindre än i näshålan och i situationer där luftströmmen genom näsan hindras.
På människor och andra däggdjur sker en första mekanisk och kemisk nedbrytning av födan i munhålan. I munhålan och tungan finns synapser från sensoriska nervceller som är känsliga för beröring, temperaturvariationer och smärta. Tungan är dessutom försedd med s.k. sekundära sinnesceller, som gör att vi kan uppfatta smakämnen. Med tuggmusklerna kan maten sönderdelas, vilket mekaniskt sker med tänderna. Framtänderna (incisiverna) delar födan i bitar medan kindtänderna (molarerna) mal sönder födan. Tuggmusklerna är tvärstrimmiga (styrs med viljan), men tuggningen sker även med hjälp av reflexer. I samband med tuggningen utsöndras saliv som innehåller antibakteriella ämnen och enzymet amylas som bryter ned stärkelse till maltos.
Hos människan är munnen även en del av talapparaten. Här används både läpparna, tungan, gommen och tänderna. Munhålans bakre gräns är svalget med gomspenen. I många kulturer använder människan även munnen för att utdela ömhetsbetygelser i form av kyssar.  
I munnen börjar sönderdelningen. När man tuggar maten blandas den med saliv. Saliven gör det lättare att svälja maten. Saliven tillverkas i spottkörtlar. Tungan hjälper till att blanda maten med saliv och att hålla den på plats medan man tuggar.

## Oral protetik
Oral protetik omfattar ersättning av förlorad mjuk- och hårdvävnad i munhålan. Det är dessutom en specialitet som utförs av specialistutbildad tandläkare, en så kallad protetiker.